# Katerînivka, Krasnodon
Katerînivka (în ucraineană Катеринівка) este un sat în așezarea urbană Novosvitlivka din raionul Krasnodon, regiunea Luhansk, Ucraina.

## Demografie
Componența lingvistică a localității Katerînivka
     Ucraineană (67,09%)
     Rusă (32,91%)
Conform recensământului din 2001, majoritatea populației localității Katerînivka era vorbitoare de ucraineană (67,09%), existând în minoritate și vorbitori de rusă (32,91%).